# Neuvy-sur-Barangeon
Neuvy-sur-Barangeon är en kommun i departementet Cher i regionen Centre-Val de Loire i de centrala delarna av Frankrike. Kommunen ligger  i kantonen Vierzon 2e Canton som tillhör arrondissementet Vierzon. År 2022 hade Neuvy-sur-Barangeon 1 114 invånare.

## Befolkningsutveckling
Antalet invånare i kommunen Neuvy-sur-Barangeon
Referens:INSEE